# 张履鳌

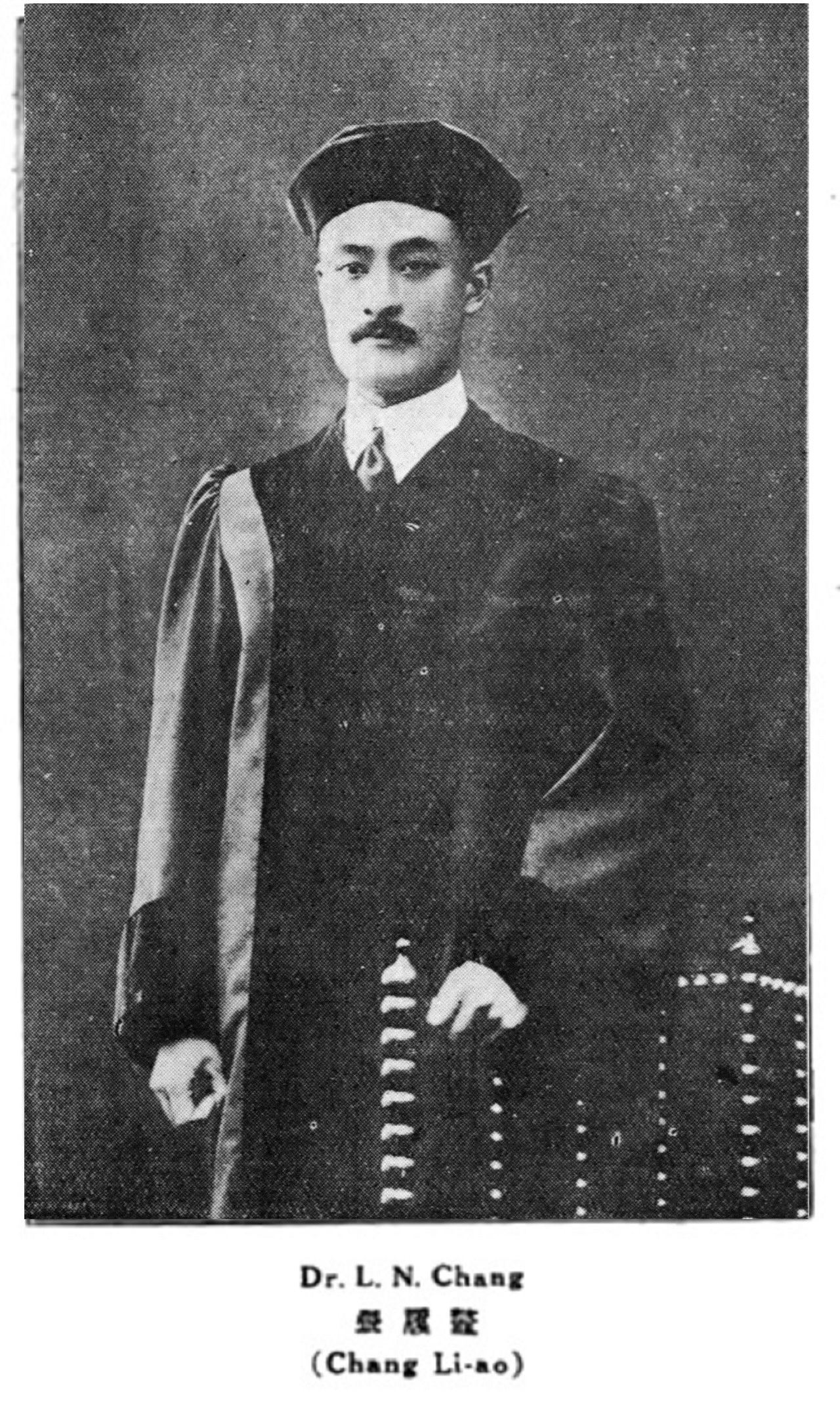
张履鳌

张履鳌（1887年—？），江苏江宁人，中华民国律师、外交官。

## 生平
张履鳌曾就读于上海圣约翰大学。1907年赴美国留学，先后在弗吉尼亚大学、耶鲁大学就读，获耶鲁大学文学士与罗马法学士学位。回国后于1911年授法政科进士。同年任上海尚贤堂副堂长。中华民国成立后曾署理湖北外交司长、署理湖北高等检察厅厅长。1912年起在汉口开律师事务所，并曾担任过黎元洪法律顾问、汉口-广东-四川铁路管理局总长、吴佩孚法律顾问等职。1927年出任汉口第三特区（英租界）总监。次年起任汉口商品检验局合议局长，南京、威海卫回归短筹备委员会高级专员。1930年赴智利任中华民国驻智利代办，1931年3月被任命为中华民国驻智利特命全权公使。1932年2月免职。
抗戰時任偽湖北高等法院首席檢察官。
他还是美国政治科学院、美国国家地理学会、英国皇家地理学会等组织的成员。
张履鳌之婿游建文亦为外交官，曾任中华民国驻纽约总领事。

## 延伸阅读
[在维基数据编辑]
 《游美同學錄·張履鼇》，出自《游美同學錄》